# Estación de Saviñán
Saviñán, también denominado Sabiñán, es un apeadero ferroviario situado en el municipio español de Saviñán en la provincia de Zaragoza, comunidad autónoma de Aragón. Cuenta con servicios de Media Distancia.

## Situación ferroviaria
La estación se encuentra en el punto kilométrico 259,5 de la línea férrea de ancho ibérico que une Madrid con Barcelona a 454 metros de altitud, entre las estaciones de Paracuellos-Saviñán y de Morés. El tramo es de via única y está electrificado. 

## Historia
La estación fue inaugurada el 15 de agosto de 1938, en plena Guerra Civil, tras solicitar un apeadero en la sección 6 (tramo Calatayud - Zaragoza) de la línea férrea Madrid-Zaragoza a la Compañía de los Ferrocarriles de Madrid a Zaragoza y Alicante o MZA. Dicho tramo se había inaugurado en 1863, pero el tren no paraba en este apeadero, sino en la estación de Paracuellos-Sabiñán, situada a más de 2 km, hasta que fueron atendidas las demandas de la población.
En 1941, la nacionalización del ferrocarril en España supuso la integración de MZA en la recién creada RENFE.
Desde el 31 de diciembre de 2004 Renfe Operadora explota la línea mientras que Adif es la titular de las instalaciones ferroviarias.

## Servicios ferroviarios

### Media Distancia
Renfe presta servicios de Media Distancia gracias a sus trenes Regionales en los trayectos indicados, realizando dos servicios diarios por sentido en total, de la forma que se detalla a continuación. El servicio regional con destino/origen Madrid-Chamartín se presta una vez al día por sentido con trenes automotores eléctricos R-470 de Renfe. El servicio Zaragoza-Arcos de Jalón se presta una vez al día por sentido con antiguos Intercity reconvertidos a regionales, los trenes de la serie 448 de Renfe.
| Línea MD | Trenes   | Origen/Destino   |  | Destino/Origen      |
| -------- | -------- | ---------------- |  | ------------------- |
|          | Regional | Madrid-Chamartín |  | Lérida-Pirineos     |
|          | Regional | Arcos de Jalón   |  | Zaragoza-Miraflores |